# Alauca
Alauca – gmina (municipio) w południowym Hondurasie, w departamencie El Paraíso. W 2010 roku zamieszkana była przez ok. 9,4 tys. mieszkańców. Siedzibą administracyjną jest miejscowość Alauca.

## Położenie
Gmina położona jest w południowej części departamentu. Graniczy z 4 gminami:
- Yuscarán od północnego zachodu,
- San Matías od północnego wschodu,
- El Paraíso od wschodu,
- Oropolí od zachodu.

Od południa gmina sąsiaduje z Nikaraguą.

## Miejscowości
Według Narodowego Instytutu Statystycznego Hondurasu w 2001 roku na terenie gminy położone były wsie:

- Alauca
- Buena Vista
- Chaguite Grande
- Chinampa
- El Jícaro
- El Matapalo
- El Pedregalito
- La Chichigua
- La Jagua
- La Manzanilla
- Las Limas
- Las Manos
- Los Matasanos de Río Arriba
- San Antonio

Dodatkowo na jej obszarze znajdowało się 76 przysiółków.

## Demografia
Według danych honduraskiego Narodowego Instytutu Statystycznego na rok 2010 struktura wiekowa i płciowa ludności w gminie przedstawiała się następująco:
| Wiek      | 0–3   | 4–6 | 7–12  | 13–17 | 18–24 | 25–64 | 65+ | razem |
| Alauca    | 1 073 | 720 | 1 483 | 1 125 | 1 242 | 3 330 | 413 | 9 386 |
| Mężczyźni | 542   | 367 | 766   | 537   | 646   | 1 712 | 197 | 4 767 |
| Kobiety   | 531   | 353 | 717   | 588   | 596   | 1 618 | 216 | 4 620 |